# München
München (phát âm tiếng Đức: [ˈmʏnçn̩]; tiếng Bayern: Minga [ˈmɪŋ(ː)ɐ]; tiếng Anh: Munich) là thủ phủ của tiểu bang Bayern, là thành phố lớn thứ ba của Đức sau Berlin và Hamburg và là một trong những trung tâm kinh tế, giao thông và văn hóa quan trọng nhất của Cộng hòa Liên bang Đức.

## Sơ lược lịch sử

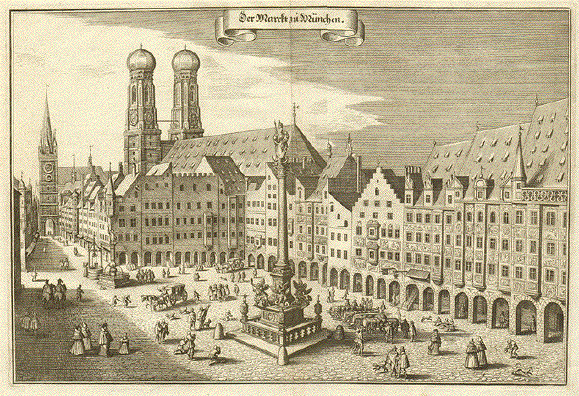
Quảng trường Marien, điêu khắc đồng của Matthäus Merian, khoảng năm 1650

München được nhắc đến trong các văn kiện lần đầu tiên vào năm 1158 khi Heinrich Sư tử (Heinrich der Löwe) cho xây một cầu mới qua sông Isar gần các đảo sông Isar vào khoảng chỗ cầu Ludwig (Ludwigsbrücke) ngày nay và phá hủy chiếc cầu đang tồn tại của Giám mục Freising gần Unterföhring nhằm để thu thuế qua việc buôn bán muối. Nhờ chiếc cầu này và qua đó là việc buôn bán muối, München nhận được quyền họp chợ, quyền phát hành tiền và quyền thu thuế do hoàng đế Friedrich I Barbarossa ban cho.
Mặc dầu trở thành nơi cư ngụ của hoàng đế từ năm 1328, München chỉ bắt đầu vươn lên trở thành thành phố lớn 450 năm sau đó. Vào cuối thế kỷ thứ 18 München bắt đầu phát triển nhanh chóng và từ năm 1806 tốc độ phát triển càng được gia tăng khi München trở thành thủ đô của Vương quốc Bayern. Nếu như thành phố München chỉ có 24.000 người vào năm 1700 thì sau đó dân số cứ tăng lên gấp đôi 30 năm một lần, năm 1871 đã có 170.000 người và năm 1933 đã có 840.000 người cư ngụ ở München.

Dưới quyền của vua Ludwig I München trở thành một thành phố nghệ thuật nổi tiếng. Leo von Klenze và Friedrich von Gärtner đã thiết kế nhiều công trình như đường Ludwig (Ludwigstraße), Quảng trường hoàng gia (Königsplatz) và dinh thự cú vua.
Vào thời của Hoàng tử nhiếp chính Luitpold von Bayern München đã trải qua một giai đoạn phát triển nhanh chóng cả về nghệ thuật lẫn về kinh tế. Ngoài những công trình khác, đường Hoàng tử nhiếp chính (Prinzregentstraße) và nhà hát Hoàng tử nhiếp chính (Prinzregenttheater) cùng được xây dựng trong thời gian này. Vào lúc giao thời giữa hai thế kỷ, khu vực Schwabing đã trở thành khu phố của các nhà nghệ thuật, nơi lui tới của nhiều nhà văn và họa sĩ. Tên của tờ báo nghệ thuật ở München "Die Jugend" (Thời thanh niên), phát hành lần đầu tiên vào năm 1896, đã trở thành tên cho thời kỳ Tân nghệ thuật trong tiếng Đức (Jugendstil, tiếng Pháp: l'art nouveau).
Sau Chiến tranh thế giới lần thứ nhất cuộc Cách mạng cộng sản cũng thất bại ở München (xem: Cộng hòa hội đồng München) và trong những năm sau đó München đã dần dần trở thành "thủ đô" của phong trào Hitler. Thành phố München cũng như đa số các thành phố lớn của Đức đã phải trả giá cho việc này bằng các tàn phá rộng lớn qua các lần oanh tạc trên diện tích rộng của quân đội Đồng minh trong Chiến tranh thế giới lần thứ hai.
Sau khi được tái xây dựng chủ yếu theo quang cảnh đô thị trong lịch sử, thành phố München từ sau Chiến tranh thế giới thứ hai đã phát triển trở thành một trung tâm của công nghệ cao và ngoài ra còn là nơi đặt trụ sở của nhiều công ty thuộc các ngành truyền thông, bảo hiểm và ngân hàng. Ngành du lịch cũng phát triển mạnh trong thành phố vốn có nhiều viện bảo tàng quan trọng và nhiều thắng cảnh này. Năm 1972 München là thành phố chủ nhà của Thế vận hội mùa Hè lần thứ 20, đã bị làm lu mờ bởi cuộc ám sát của nhóm khủng bố người Palestine. (xem: Thảm sát München)

## Địa lý
München là đô thị lớn cuối cùng ở cực Nam nước Đức.
Điểm cao nhất của thành phố là đồi Warnberg (thuộc khu vực Solln) cao 579m trên mực nước biển, điểm thấp nhất cao 482m trên mực nước biển nằm trong khu Feldmoching của thành phố.
Sông Isar chảy xuyên qua thành phố dài 13,7 km từ Tây Nam đến Đông Bắc. Các đảo nổi tiếng nằm trên sông là Museuminsel với Viện bảo tàng Đức và đảo Prater ngay bên cạnh. Có nhiều hồ lớn nằm ở ngoài ngoại ô như hồ Ammer, Wörthsee hay Starnberger See. Các dòng sông khác là sông Würm bắt nguồn từ Starnberger See chảy xuyên qua phía Tây của München và nhiều kênh rạch như Eisbach hay như Auer Mühlbach là kênh đầu tiên từ Isar chảy qua Vườn bách thú München ở Hellabrunn. Phần lớn các kênh rạch được đào dọc theo sông Isar, một số chảy xuyên qua khu trung tâm thành phố. Ngày nay phần lớn các kênh rạch ở trung tâm được dẫn chảy ngầm bằng ống nước, một số được san lấp từ khi xây dựng các đường tàu điện ngầm và tàu lửa thành phố (S-Bahn). Các hồ trong thành phố München bao gồm hồ Kleinhesselohe trong vườn Anh, hồ trong khu vực Olympia và các hồ Lerchenauer See, Fasaneriesee, Feldmochinger See toàn bộ đều nằm về phía Bắc của München.
Tổng diện tích của München là 31.041ha, trong đó 44% là nhà và các diện tích phụ thuộc, 16,9% là diện tích nông nghiệp, 16,5% là diện tích giao thông, 14,7% là các diện tích dùng để nghỉ ngơi, 4,4% là rừng, 1,2% diện tích nước và 2,2% dùng cho các mục đích khác. Ranh giới thành phố dài 117,4 km. Chiều dài nhất của thành phố từ Bắc đến Nam là 20,9 km, từ Đông sang Tây là 26,8 km.
Thành phố München nằm trong vùng tiếp giáp giữa khí hậu Đại Tây Dương ẩm và khí hậu lục địa khô. Các yếu tố khác có ảnh hưởng đến thời tiết là núi Anpơ (Alpen) chia cắt thời tiết ở Trung Âu và sông Donau chia cắt thời tiết trong vùng. Vì vị thế này mà thời tiết ở München hay thay đổi. Gió từ phía Nam mang đến luồng không khí ấm và khô quanh năm, đem lại tầm nhìn xa rất tốt thấy rõ cả núi Anpơ của vùng Bayern. Nhiệt độ chính thức cao nhất từ trước đến nay do Cục thời tiết Đức đo được là 37,2 độ Celcius vào tháng 7 năm 1983. Với vị trí nằm trong tiểu bang Bayern có nhiều giông tố nhất, München cũng đã chịu đựng nhiều cơn giông bão dữ dội. Đáng nhất là cơn mưa đá vào ngày 12 tháng 7 năm 1984 đã gây thiệt hại đến 1,5 tỉ Euro. Vì gần núi Anpơ, München là thành phố lớn có nhiều tuyết nhất của Đức.

### Khí hậu
| Dữ liệu khí hậu của München (1961−1990)  | Dữ liệu khí hậu của München (1961−1990) | Dữ liệu khí hậu của München (1961−1990) | Dữ liệu khí hậu của München (1961−1990) | Dữ liệu khí hậu của München (1961−1990) | Dữ liệu khí hậu của München (1961−1990) | Dữ liệu khí hậu của München (1961−1990) | Dữ liệu khí hậu của München (1961−1990) | Dữ liệu khí hậu của München (1961−1990) | Dữ liệu khí hậu của München (1961−1990) | Dữ liệu khí hậu của München (1961−1990) | Dữ liệu khí hậu của München (1961−1990) | Dữ liệu khí hậu của München (1961−1990) | Dữ liệu khí hậu của München (1961−1990) |
| Tháng                                    | 1                                       | 2                                       | 3                                       | 4                                       | 5                                       | 6                                       | 7                                       | 8                                       | 9                                       | 10                                      | 11                                      | 12                                      | Năm                                     |
| ---------------------------------------- | --------------------------------------- | --------------------------------------- | --------------------------------------- | --------------------------------------- | --------------------------------------- | --------------------------------------- | --------------------------------------- | --------------------------------------- | --------------------------------------- | --------------------------------------- | --------------------------------------- | --------------------------------------- | --------------------------------------- |
| Cao kỉ lục °C (°F)                       | 14.0 (57.2)                             | 19.1 (66.4)                             | 23.7 (74.7)                             | 27.4 (81.3)                             | 30.0 (86.0)                             | 33.6 (92.5)                             | 36.7 (98.1)                             | 33.9 (93.0)                             | 31.0 (87.8)                             | 26.2 (79.2)                             | 20.0 (68.0)                             | 17.0 (62.6)                             | 36.7 (98.1)                             |
| Trung bình ngày tối đa °C (°F)           | 1.1 (34.0)                              | 3.5 (38.3)                              | 8.4 (47.1)                              | 13.3 (55.9)                             | 18.0 (64.4)                             | 21.4 (70.5)                             | 23.3 (73.9)                             | 22.9 (73.2)                             | 19.4 (66.9)                             | 13.6 (56.5)                             | 6.5 (43.7)                              | 2.3 (36.1)                              | 12.8 (55.0)                             |
| Trung bình ngày °C (°F)                  | −2.2 (28.0)                             | −0.4 (31.3)                             | 3.4 (38.1)                              | 7.6 (45.7)                              | 12.2 (54.0)                             | 15.4 (59.7)                             | 17.3 (63.1)                             | 16.6 (61.9)                             | 13.4 (56.1)                             | 8.2 (46.8)                              | 2.8 (37.0)                              | −0.9 (30.4)                             | 7.8 (46.0)                              |
| Tối thiểu trung bình ngày °C (°F)        | −5.0 (23.0)                             | −3.7 (25.3)                             | 0.4 (32.7)                              | 2.9 (37.2)                              | 7.1 (44.8)                              | 10.4 (50.7)                             | 12.0 (53.6)                             | 11.7 (53.1)                             | 8.8 (47.8)                              | 4.5 (40.1)                              | 0.2 (32.4)                              | −3.5 (25.7)                             | 3.8 (38.8)                              |
| Thấp kỉ lục °C (°F)                      | −28.0 (−18.4)                           | −29.0 (−20.2)                           | −21.8 (−7.2)                            | −5.6 (21.9)                             | −3.2 (26.2)                             | 1.0 (33.8)                              | 4.0 (39.2)                              | 2.6 (36.7)                              | −2.6 (27.3)                             | −7.0 (19.4)                             | −15.1 (4.8)                             | −27.0 (−16.6)                           | −29.0 (−20.2)                           |
| Lượng Giáng thủy trung bình mm (inches)  | 45 (1.8)                                | 42 (1.7)                                | 47 (1.9)                                | 55 (2.2)                                | 88 (3.5)                                | 109 (4.3)                               | 100 (3.9)                               | 98 (3.9)                                | 68 (2.7)                                | 49 (1.9)                                | 55 (2.2)                                | 49 (1.9)                                | 805 (31.7)                              |
| Số ngày giáng thủy trung bình (≥ 1.0 mm) | 10                                      | 9                                       | 9                                       | 10                                      | 11                                      | 12                                      | 11                                      | 11                                      | 9                                       | 7                                       | 10                                      | 10                                      | 119                                     |
| Số giờ nắng trung bình tháng             | 47.8                                    | 77.0                                    | 128.2                                   | 160.7                                   | 203.2                                   | 209.3                                   | 232.4                                   | 210.4                                   | 166.9                                   | 119.9                                   | 60.1                                    | 44.0                                    | 1.659,9                                 |
| Nguồn: NOAA                              |                                         |                                         |                                         |                                         |                                         |                                         |                                         |                                         |                                         |                                         |                                         |                                         |                                         |

## Chính trị
Là thủ phủ của tiểu bang, München là nơi đặt trụ sở của Hội đồng tiểu bang và của chính phủ tiểu bang Bayern. Ngoài ra, thành phố München còn là trụ sở của khu (Regierungsbezirk) Oberbayern, của tỉnh Oberbayern và của huyện München. Các đảng trung lập và khuynh tả có truyền thống chiếm ưu thế ở München, một việc tương đối hiếm ở Bayern. Từ tháng 5 năm 2014, München được điều hành bởi đại thị trưởng Dieter Reiter (SPD), thay thế cho Christian Ude (SPD) mà nắm chức này trong 20 năm. Thị trưởng thứ 2 là Josef Schmid (CSU), nữ thị trưởng thứ 3 Christine Strobl (SPD). Từ 1996 cho tới 2014 Hội đồng thành phố München được lãnh đạo bởi một liên minh của SPD, Liên minh 90/Đảng Xanh (Đức) và Danh sách Hồng (Rosa Liste), bây giờ bị thay thế bởi liên minh 2 đảng lớn.

## Văn hóa và thắng cảnh

### Văn hóa

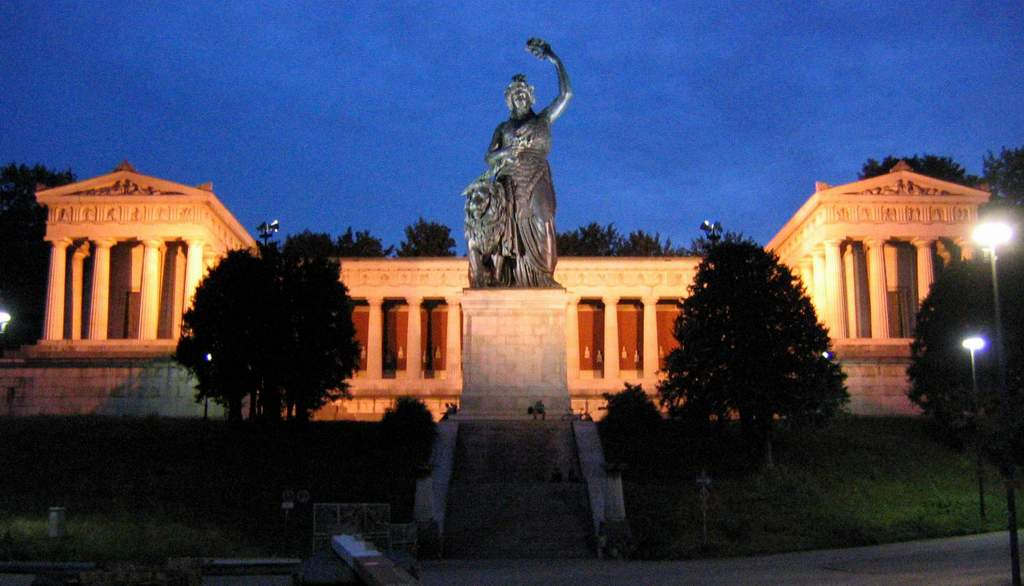
Tượng Bavaria ở Theresienwiese.

München nổi tiếng trên thế giới vì bộ sưu tầm nghệ thuật cổ điển xưa. Các viện bảo tàng như Alte Pinakothek, Neue Pinakothek, Pinakothek der Moderne và Lenbachhaus đều là các viện bảo tàng nghệ thuật có tiếng nhất trên thế giới. Với hơn một triệu khách tham quan hằng năm, Viện bảo tàng Đức (Deutsches Museum), có những triển lãm kỹ thuật độc nhất, là một trong những viện bảo tàng có khách tham quan nhiều nhất ở châu Âu. Các cơ sở văn hóa khác như Viện bảo tàng quốc gia về dân tộc học München (Völkerkundemuseum), Viện bảo tàng quốc gia tiền sử München, Viện bảo tàng thành phố München đều là những cơ sở văn hóa nổi tiếng nhất ở Đức. Ngoài ra trong trung tâm thành phố còn có Đoàn opera quốc gia Bayern, Đoàn kịch quốc gia Bayern có sân khấu biểu diễn chính là Nhà hát hoàng gia (Residenztheater), Đoàn hát múa München là một trong những đoàn hát múa dẫn đầu trong vùng nói tiếng Đức. Các sự kiện văn hóa nổi tiếng bao gồm Đại hội opera München, Liên hoan phim München. Lễ hội tháng Mười nổi tiếng của München (Oktoberfest) ở Theresienwiese là lễ hội lớn nhất loại này, được khách du lịch toàn thế giới đến tham dự.
Đọc thêm: Các nhà hát ở München.

### Các công trình kiến trúc nổi tiếng và thắng cảnh

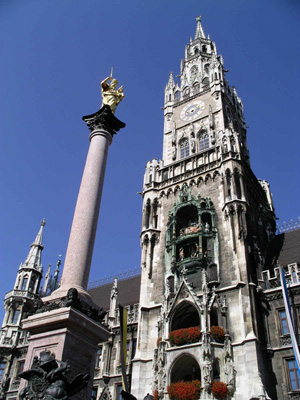
Tòa đô chính và Tượng đài Đức Mẹ

Quảng trường Đức Mẹ (Marienplatz) được coi là trung tâm của München nằm giữa Tòa đô chính Mới (Neue Rathaus) và Tòa đô chính Cũ (Alte Rathaus), ngay trong trung tâm của khu phố cổ. Nhà thờ Đức Bà với hai tháp có hình dáng đặc biệt, biểu tượng của thành phố, cũng ở gần đó. Từ chỗ này có thể dễ dàng đi đến rất nhiều nơi đáng tham quan thí dụ như Cung điện München, quán bia nổi tiếng Hofbräuhaus am Platzl và chợ Viktualien.
Đường Maximilian, được xây trong thế kỷ thứ 19 để làm đường duyệt binh, bắt đầu từ phía Nam của Cung điện München, trước Nhà hát opera. Đường này chạy dài từ khu phố cổ qua sông Isar đi đến tòa nhà Maximilianeum, hiện nay là trụ sở của Quốc hội tiểu bang Bayern. Ngày nay đường này là một con đường mua sắm sang trọng.
Quảng trường Odeon nằm về phía Bắc của trung tâm thành phố, ngay trước Cung điện München, có Hội trường tướng quân (Feldherrnhalle – tiếng Anh: Hall of the Field Lords) và nhà thờ dòng Theatine nổi tiếng theo được xây dựng theo lối kiến trúc Baroque và bên trong được trang hoàng theo kiểu Rococo tráng lệ. Con đường lộng lẫy thứ hai của München, đường Ludwig/đường Leopold, bắt đầu từ đây đi về phía Bắc, qua Đại học Ludwig Maximilian München, Khải Hoàn Môn München (Siegestor), xuyên qua khu Schwabing ra ngoài thành phố.

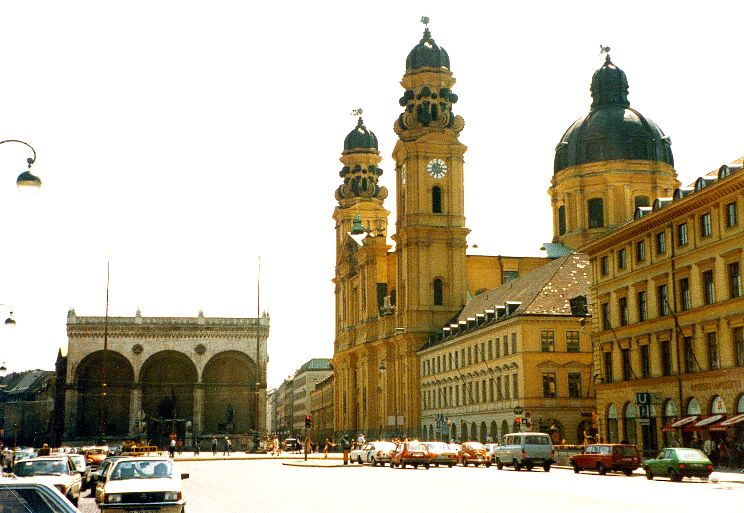
Nhà thờ dòng Theatine và Hội trường tướng quân

Một quảng trường nổi tiếng khác mằm về phía Tây Bắc của khu phố cổ là Quảng trường vua (Königsplatz) với Viện bảo tàng Glyptothek, Cổng thờ propylaea và Viện bảo tàng cổ đại quốc gia.
Cách xa trung tâm thành phố một ít về phía Tây là lâu đài Nymphenburg có kết hợp độc đáo giữa công viên và dinh cơ và đã là dinh thự mùa hè của dòng họ Wittelsbach.
Ở phía Bắc thành phố là công viên Olympia được xây dựng cho Thế vận hội mùa hè 1972. Quang cảnh kiến trúc đáng xem bao gồm sân vận động Olympia, hồ bơi và hội trường Olympia nổi tiếng thế giới vì kiến trúc mái hình lều táo bạo hòa hợp với phong cảnh đồi chung quanh. Tháp Olympia cao 291m khánh thành năm 1968 cũng được xây dựng tại đây.

### Công viên
Nổi tiếng thế giới là Vườn Anh (Englische Garten, tiếng Anh: English Garden) chạy dài từ trung tâm München đến ranh giới phía Bắc của thành phố và với diện tích 3,7km2 còn lớn hơn cả Central Park của New York. Công viên Olympia (Olympiapark) cũng là một công viên lớn, ngoài nhiều hồ ra từ đồi Olympia còn có thể nhìn toàn cảnh thành phố rất đẹp. Bên cạnh đó còn có rất nhiều công viên khác như Westpark hay công viên của lâu đài Nymphenburg.
Dọc theo sông Isar là các công viên tự nhiên nhỏ, một phần được tái tự nhiên hóa nhân dịp triển lãm vườn của liên bang năm 2005. Có thể chạy bộ hay đi xe đạp xuyên qua thành phố từ Bắc đến Nam dọc theo sông Isar mà lúc nào cũng ở trong màu xanh của tự nhiên.

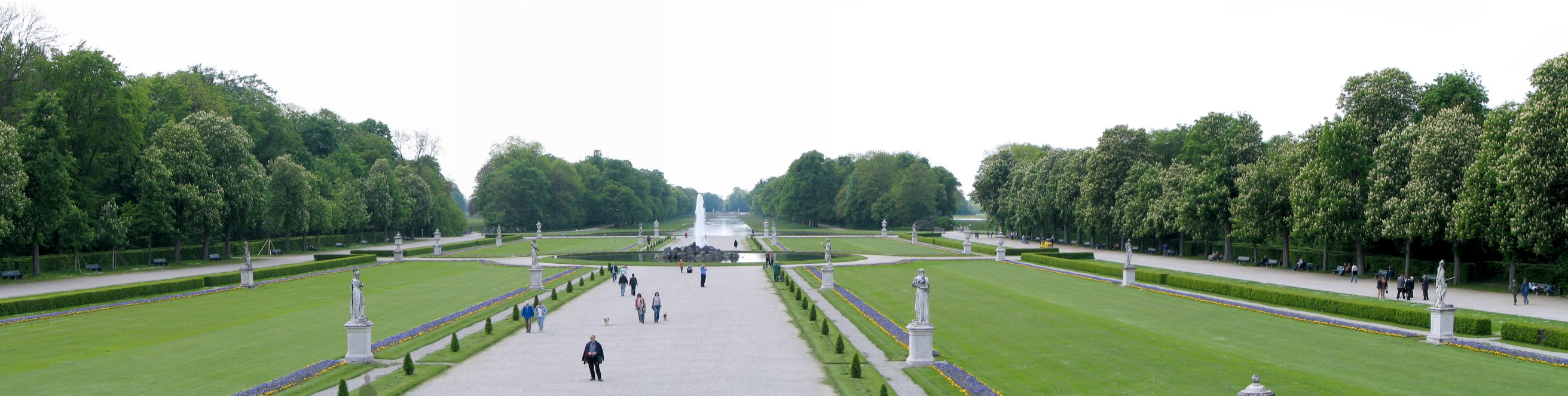
Công viên lâu đài Nymphenburg

### Các món ăn đặc biệt
Món xúc xích Weißwurst được chế ra vào năm 1857 tại München và có lẽ là món đặc biệt nổi tiếng nhất. Ngoài ra còn có thể kể tới chả Leberkäs, bánh mì kẹp chả Leberkässemmel, bánh mì Brezn, bánh chiên Ausgezogene (ein rundes Schmalzgebäck) và nước uống Münchner Bier.

## Kinh tế

### Giao thông
Sân bay quốc tế München Franz Josef Strauss, khánh thành năm 1992, ở Erdinger Moss cách München 29 km, với 24 triệu hành khách năm 2003 là phi trường lớn thứ hai của Đức và lớn thứ tám của châu Âu. Sau quyết định của Lufthansa thiết lập München trở thành đầu mối giao thông thứ hai bên cạnh Frankfurt am Main, phi trường ngày càng được liên kết với các đường bay quốc tế tốt hơn. Do số lượng hành khách tăng nhanh chóng một nhà đón khách mới được xây dựng thêm và đã khánh thành vào năm 2003. Tiểu bang München có kế hoạch nối liền phi trường và München bằng tàu chạy trên đệm từ trường Transrapid nhưng đang bị tranh cãi và cũng bị đa số trong Hội đồng thành phố München phủ quyết. Một liên kết giao thông như vậy sẽ có thể giảm thời gian đi đến phi trường xuống còn khoảng 9 phút.
Về đường sắt, München cũng được nối tiếp tốt vào mạng lưới đường sắt quốc tế. Mạng lưới xa lộ từ và đến München dày đặc bao gồm các đường xa lộ A8 Stuttgart-Salzburg, A9 Nürnberg-München với lối rẽ A93 đi Regensburg, A92 Landshut-Deggendorf, A94 (đang xây dựng) đi Passau, A95 đi Garmisch-Partenkirchen và A96 đi Memmingen-Lindau (Bodensee). Đường xa lộ vành đai A99 bao bọc gần như toàn bộ München.

#### Giao thông công cộng
Trong giao thông công cộng München S-Bahn phục vụ 10 tuyến S-Bahn; các tuyến chính đều chạy qua một đường hầm trong trung tâm thành phố. Để có thể chạy thường xuyên hơn, một đường hầm song song đang được dự định xây. 
Công ty giao thông München (Münchener Verkehrsgesellschaft) có 7 tuyến tàu điện ngầm U-Bahn, 11 tuyến tàu điện (Tram) và 66 tuyến đường xe buýt. 45% của các tuyến đường xe buýt khác được các công ty tư nhân vận hành. Tất cả các hệ thống giao thông công cộng đều có một giá chung do Hiệp hội giao thông München quy định. Với 95 km chiều dài, mạng lưới tàu điện ngầm của München là mạng dài thứ ba của Đức (với 86 km dưới mặt đất còn là dài thứ hai), số lượng hành khách hằng ngày là 960.000 người.

### Các công ty lớn
Các ngành kinh tế quan trọng ở München là du lịch, ô tô và chế tạo máy, kỹ thuật điện và công nghiệp phần mềm. München cũng là một trung tâm tài chính và bảo hiểm quan trọng của Đức. Ngoài ra thành phố là một vị trí quan trọng của công nghệ sinh học, tập trung ở Martinsried thuộc về làng Planegg lân cận. Sau New York, München là nơi có nhiều trụ sở của các nhà xuất bản nhất thế giới. Vào khoảng 250 nhà xuất bản đặt trụ sở chính ở đây. Công nghiệp phim và truyền hình cũng phát triển mạnh ở München và vùng phụ cận.
Nhiều công ty lớn có trụ sở chính ở München. Đặc biệt là sau Chiến tranh thế giới thứ hai nhiều công ty đã dời trụ sở chính từ Berlin và Đông Đức về München. Một số công ty lớn ở München: Allianz, BMW, EADS, EPCOS, Infineon, HypoVereinsbank, MAN, Münchener Rückversicherungs AG, Siemens.

## Các công sở và hiệp hội

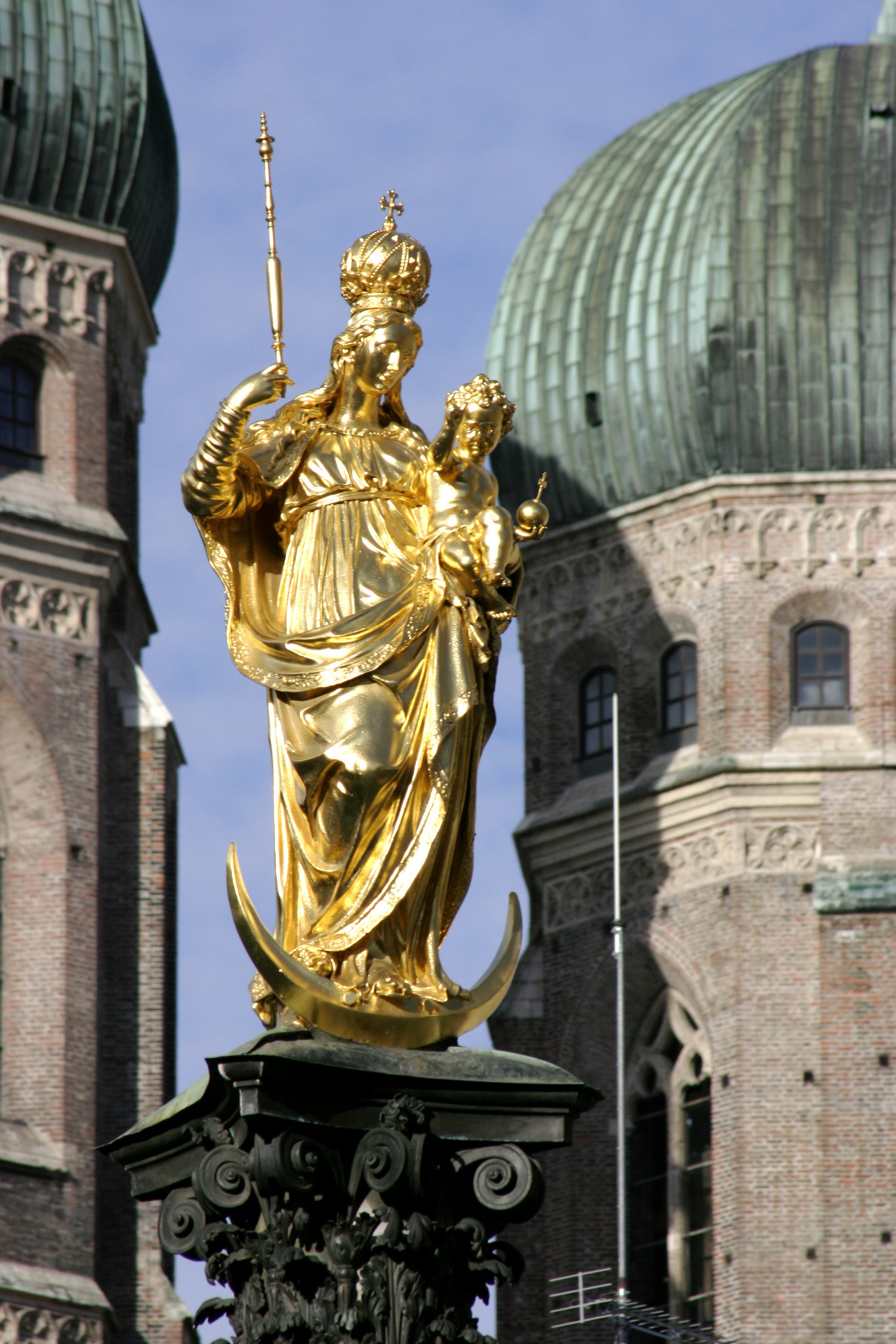

Các công sở liên bang và các đoàn thể, hiệp hội được biết đến nhiều ở München bao gồm:
- ADAC
- Thị trường chứng khoán München
- Đài phát thanh Bayern
- Tòa án tài chính liên bang
- Tòa án về bằng phát minh liên bang
- Cục thương hiệu và bằng phát minh liên bang
- Cơ quan bằng phát minh châu Âu
- Viện Goethe
- Hiệp hội Max Planck

## Đào tạo và nghiên cứu

### Các trường đại học
- Đại học Ludwig Maximilian München (LMU), thành lập năm 1472 ở Ingolstadt, năm 1802 dời về Landshut và năm 1826 từ đó dời về München.
- Đại học kỹ thuật München (TUM), thành lập năm 1868 là trường kỹ thuật bách khoa, năm 1872 có thêm phân khoa nông nghiệp, năm 1930 trường Đại học nông nghiệp và nấu bia Weihenstephan được sáp nhập vào. Từ năm 1970 trường mang tên hiện nay
- Đại học quân đội München thành lập năm 1973 là nơi đào tạo sĩ quan và học viên sĩ quan của quân đội.
- Đại học âm nhạc và ca kịch thành lập năm 1830 là trường dạy hát, năm 1867 theo lời đề nghị của Richard Wagner được chuyển về Trường âm nhạc hoàng gia Bayern, từ năm 1892 được nâng lên thành Học viện quốc gia nghệ thuật âm thanh. Năm 1924 trường được mang tên là Đại học âm nhạc München. Từ năm 1998 trường mang tên hiện nay.
- Đại học truyền hình và phim thành lập năm 1966.
- Đại học triết München, thành lập năm 1925 tại Pullach và trong cùng năm trường được công nhận là trường đào tạo linh mục. Trường thuộc về dòng Tên (dòng Jesuit)
- Đại học chính trị München, thành lập năm 1950
- Đại học thực hành München (FHM), thành lập năm 1971 từ 7 trường kỹ sư và Trung học chuyên nghiệp cao cấp.
- Munich Business School-Đại học thực hành tư nhân được chính phủ công nhận

### Học viện
- Học viện nghệ thuật hình ảnh
- Học viện quảng cáo và tiếp thị Bayern (BAW)

### Viện
- Viện Max Planck
  - Luật xã hội quốc tế và ngoại quốc
  - Luật về thuế, cạnh tranh và sở hữu trí tuệ
  - Thần kinh và nhận thức học (còn có trụ sở ở Leipzip)
  - Vật lý (Viện Werner Heisenberg)
  - Điều trị tâm lý học
  - Nghiên cứu tâm lý
- Viện Fraunhofer
- Viện Goethe

## Các nguồn thông tin khác
- Lịch sử München
- Thắng cảnh ở München